# Porotrichum oblongifolium
Porotrichum oblongifolium là một loài rêu trong họ Neckeraceae. Loài này được (Hook. f. & Wilson) Broth. mô tả khoa học đầu tiên năm 1927.